# كوه نشين (ماجين)
کوه نشین (بالفارسية: کوه‌نشین) هي قرية تقع في إيران في قسم ماجين الريفي. يقدر عدد سكانها بـ 29 نسمة .